# Lista postaci serii Dr. Stone
Poniżej znajduje się lista postaci występujących w mandze i anime Dr. Stone.

## Głowni bohaterowie
- Senku Ishigami (jap. 石神 千空 Ishigami Senkū)

Seiyū: Yūsuke Kobayashi, Mikako Komatsu (dziecko) 
Nastoletni geniusz, który posiada ogromną wiedzę z każdej dziedziny nauki, ze szczególnym uwzględnieniem astronomii i eksploracji kosmosu. Po przebudzeniu w „Kamiennym Świecie” postanawia odbudować cywilizację poprzez ponowne wynalezienie utraconej technologii i odkrycie tajemnicy petryfikacji. Chociaż nieco arogancki, w rzeczywistości jest bardzo szlachetny i dobroduszny, ponieważ uważa naukę za środek do wywyższenia wszystkich ludzi i ma niezachwianą wiarę w swoich przyjaciół. Po sfingowaniu swojej śmierci, aby powstrzymać Tsukasę przed dalszym polowaniem na niego, Senku zaprzyjaźnia się z mieszkańcami wioski Ishigami i zostaje ich wodzem, dowiadując się jednocześnie, że jest legendą w lokalnej społeczności dzięki wpływowi jednego z ich przodków, który okazuje się być zmarłym przybranym ojcem Senku, Byakuyą, jednym z sześciu ocalałych z petryfikacji. Po klęsce Hyogi i zapadnięciu Tsukasy w sen kriogeniczny, doprowadził do połączenia resztek Imperium Tsukasy z Królestwem Nauki, gdzie przewodzi Pięciu Mądrym Generałom. Jego znakiem rozpoznawczym jest wzór Alberta Einsteina (E = mc2).
- Taiju Oki (jap. 大木 大樹 Ōki Taiju)

Seiyū: Makoto Furukawa 
Najlepszy przyjaciel Senku i druga osoba, która została uwolniona od petryfikacji. Cechuje się niesamowitą siłą i pozornie nieograniczoną wytrzymałością, którymi nadrabia swój brak intelektu. Jako pacyfista nigdy w życiu nie zadał ciosu, woląc zamiast tego nadstawić drugi policzek, aby uniemożliwić napastnikom skrzywdzenie jego przyjaciół. Kocha Yuzurihę i zrobi wszystko, aby się nią zaopiekować, zwłaszcza gdy jest w niebezpieczeństwie. Po tym, jak Senku sfingował swoją śmierć, Taiju i Yuzuriha infiltrują Imperium Siły, aby mieć oko na Tsukasę, przed ponownym dołączeniem do Senku w wiosce Ishigami. Taiju kieruje działem rolniczym, wspomagany przez Yo i Magmę.
- Yuzuriha Ogawa (jap. 小川 杠 Ogawa Yuzuriha)

Seiyū: Kana Ichinose 
Przyjaciółka Senku i Taiju oraz wielka miłość tego drugiego. Zostaje odpetryfikowana zaraz po Tsukasie. W liceum była członkinią klubu robótek ręcznych, aby osiągnąć swój cel, jakim jest zostanie projektantką mody. Jest wyjątkowo utalentowana w takich dziedzinach takich jak szycie i krawiectwo. Wraz z Taiju dołącza do Imperium Tsukasy, pracując jako szpieg dla Królestwa Nauki, aż do zwycięstwa  Senku i połączenia obu frakcji. Później otwiera sklep odzieżowy, dołączając do zespołu rzemieślniczo-rozwojowego. Ona i Taiju pobrali się po projekcie lądowania na Księżycu.
- Tsukasa Shishio (jap. 獅子王 司 Shishiō Tsukasa)

Seiyū: Yūichi Nakamura 
Główny antagonista pierwszej części serii, który został odpetryfikowany przez Senku i Taiju, aby uratować ich przed stadem lwów. Przed petryfikacją zyskał sławę w mieszanych sztukach walki jako „najsilniejszy wśród wszystkich licealistów”. Ma urazę do dorosłych, postrzegając ich jako chciwych i zepsutych. Jego celem jest stworzenie nowego świata bez nowoczesnej technologii poprzez ożywianie jedynie młodych i niszczenie posągów dorosłych, co jest przyczyną jego poróżnienia się z Senku. Po konflikcie z wioską Ishigami zostaje zdradzony przez swoją prawą rękę Hyogę, co popycha go do współpracy z Senku. Po pokonaniu Hyogi, Tsukasa zostaje poważnie ranny w wyniku walki, co zmusza Senku do wprowadzenia go w sen kriogeniczny. Kiedy Tsukasa zostaje wskrzeszony, staje po stronie Senku, nawet po tym, jak jego siostra zostaje przywrócona do życia. Towarzyszy Senku w jego podróży na kontynent amerykański, nadal tęskniąc za moralnie czystym światem, w którym niewinni nie byliby wykorzystywani.
- Gen Asagiri (jap. あさぎり ゲン Asagiri Gen)

Seiyū: Kengo Kawanishi 
Przed petryfikacją Gen był znanym magikiem i mentalistą. Został wskrzeszony przez Tsukasę w celu sprawdzenia i upewnienia się, że Senku nie żyje, jednak zdradza go i przechodzi na stronę Królestwa Nauki po ujrzeniu tamtejszych osiągnięć naukowych. Jest biegłym kłamcą i utalentowanym manipulatorem z rozległą wiedzą o ludzkiej psychice, co wielokrotnie wykorzystuje, aby pomagać swoim sojusznikom, między innymi poprzez prowadzenie negocjacji. Kiedy Królestwo Nauki i resztki Imperium Siły łączą się po klęsce Hyogi i Tsukasy, zostaje jednym z Pięciu Mądrych Generałów.
- Chrome (jap. クロム Kuromu)

Seiyū: Gen Satō 
Chłopak z wioski Ishigami, który ogłosił się samozwańczym czarodziejem, jednak jego „czary” są wynikiem bardzo prymitywnych, aczkolwiek żmudnych badań i eksperymentów przeprowadzanych na otoczeniu. Po poznaniu Senku, Chrome nabiera szacunku dla jego intelektu oraz zostaje jego partnerem i asystentem w sprawach naukowych. Ma dobre serce i pragnie wyleczyć Ruri z choroby, na którą cierpi, ale potrafi też być chełpliwy i oportunistyczny. Kiedy Królestwo Nauki i pozostałości Imperium Tsukasy łączą się po klęsce Hyogi i Tsukasy, Chrome zostaje jednym z Pięciu Mądrych Generałów oraz członkiem zespołu rzemieślniczo-rozwojowego. Miał wiele nieudanych prób wyznania uczuć Ruri, jednak w końcu oświadczył się jej i ożenił w spin-offie 4D Science.
- Kohaku (jap. コハク)

Seiyū: Manami Numakura 
Najsilniejsza wojowniczka wioski Ishigami i młodsza siostra Ruri. Jest chłopczycą odznaczającą się znaczną siłą i zwinnością oraz bardzo bystrym wzrokiem. Kohaku jest pierwszą mieszkanką wioski, którą Senku spotyka po przebudzeniu w „Kamiennym Świecie” i staje się jedną z jego najwierniejszych sojuszniczek. Bardzo nie lubi, gdy jej kobiecość jest obrażana poprzez nazywanie jej gorylicą lub lwicą. Okazuje troskę swoim przyjaciołom i towarzyszom, zwłaszcza Suice. Lubi tematykę romansów i nie ma nic przeciwko pomysłowi bycia narzeczoną Senku, pomimo jego braku zainteresowania. Jej imię oznacza bursztyn.
- Suika (jap. スイカ)

Seiyū: Karin Takahashi 
Dziewczynka z wioski Ishigami nosząca na głowie hełm z arbuza. Zostaje jedną z sojuszniczek Senku, ponieważ jest on jedną z niewielu osób, które nie uważają jej za dziwną. Powodem, dla którego nosi hełm, jest to, że skupia światło, dzięki czemu może lepiej widzieć, ponieważ cierpi na krótkowzroczność. Wiedząc o tym, Senku wyposaża jej hełm w soczewki. Często oferuje mu swoją pomoc, wykonując misje szpiegowskie lub zwiadowcze. Po drugiej ogólnoświatowej petryfikacji Suika jest jedyną osobą, której udało się uwolnić w ramach planu awaryjnego przygotowanego przez Królestwo Nauki. Przez następne 7 lat pracuje samotnie nad odtworzeniem roztworu ożywiającego, z powodzeniem przywracając do życia Senku i innych.
- Ryusui Nanami (jap. 七海 龍水 Nanami Ryūsui)

Seiyū: Ryōta Suzuki 
Najmłodszy syn właściciela konglomeratu Nanami, który został wskrzeszony przez Senku po walce z Tsukasą. Z charakteru przypomina samolubnego, bogatego chłopca, którego ambicją jest osiągnięcie sukcesu dzięki własnemu talentowi, co Minami uważa za raczej irytujące i kontrastujące ze światopoglądem Tsukasy. Ryusui wydawał swoje kieszonkowe na modele statków i był aktywny w żeglarstwie każdego rodzaju. Jako doświadczony żeglarz został mianowany kapitanem statku o nazwie Perseusz, który pomógł zbudować w ramach zespołu rzemieślniczo-rozwojowego, a także jednym z Pięciu Mądrych Generałów. Podobnie jak Senku, Ryusui dąży do odbudowy dawnego systemu społecznego.

## Pozostali

### Królestwo Nauki i Imperium Tsukasy

Flaga Królestwa Nauki

Po wskrzeszeniu Tsukasy i jego poróżnieniu się z Senku, powstały dwie frakcje – Królestwo Nauki (jap. 科学王国 Kagaku Ōkoku) założone przez Senku w celu odbudowy dawnej cywilizacji oraz Imperium Tsukasy (jap. 司帝国 Tsukasa Teikoku), które sprzeciwia się tej wizji. Kiedy Hyoga zostaje pokonany, a Tsukasa zapada w sen kriogeniczny, pozostali członkowie imperium łączą siły z Królestwem Nauki.
- Hyoga (jap. 氷月 Hyōga)

Seiyū: Akira Ishida 
Wysoki i dość dobrze zbudowany mężczyzna uzbrojony we włócznię, który jest wystarczająco silny, aby stawić czoła dziesięciu wojownikom na raz. Został wskrzeszony przez Tsukasę. On i kilku wojowników Imperium Siły stawiali czoła najlepszym wojownikom wioski Ishigami, dopóki nie odkrył, że Gen uszkodził ich broń. Później zdradza Tsukasę, doprowadzając do niespodziewanej współpracy Senku i Tsukasy, aby go pokonać.
- Homura Momiji (jap. 紅葉 ほむら Momiji Homura)

Seiyū: Aki Toyosaki 
Członkini Imperium Tsukasy, która przed petryfikacją była gimnastyczką. Jest prawą ręką Hyogi i służy jako zwiadowczyni oraz szpieg, obserwując wioskę Ishigami z ukrycia. Pomagała Hyodze w pierwszym ataku na wioskę, podczas którego zakradła się do osady i podpaliła niektóre z chat. Jej szybkość i zwinność są porównywalne z tymi Kohaku. Jakiś czas po porażce Hyogi próbuje sabotować wieżę radiową, ale zostaje schwytana przez Kohaku z pomocą Magmy i Kinro.
- Minami Hokutozai (jap. 北東西 南 Hokutōzai Minami)

Seiyū: Yōko Hikasa 
Przed petryfikacją Minami była dziennikarką, która miała kontakty ze sławnymi ludźmi. Po przywróceniu do życia służy Tsukasie, z którym zgadza się, że świat przed petryfikacją był okropny. Kiedy Hyoga został pokonany, a Tsukasa zapadł w sen kriogeniczny, dołączyła do Królestwa Nauki. Jest pasjonatką fotografii do tego stopnia, że zgodziła się wymienić ostatnią dawkę roztworu przywrócenia do życia na aparat fotograficzny.
- Ukyo Saionji (jap. 西園寺 羽京 Saionji Ukyō)

Seiyū: Kenshō Ono 
Były marynarz JMSDF i operator sonaru łodzi podwodnej, który został uwolniony z petryfikacji przez Tsukasę. Włada kilkoma językami i ma niezwykle czuły słuch. Podczas współpracy z Tsukasą, stał się ekspertem w łucznictwie i jednym z jego zwiadowców. Zaatakował Chrome’a, Gena i Magmę podczas instalacji słupów telefonicznych, co doprowadziło do pojmania tego pierwszego. Po pokonaniu Hyogi dołączył do Królestwa Nauki, stając się jednym z Pięciu Mądrych Generałów.
- Niki Hanada (jap. 花田 仁姫 Hanada Niki) / Nikki (jap. ニッキー Nikkī)

Seiyū: Atsumi Tanezaki 
Oddana fanka Lilian Weinberg, która została przywrócona do życia przez Tsukasę i pełni rolę wartowniczki. Jest wysoką, wysportowaną kobietą i dobrze radzi sobie z innymi. Kiedy Senku oświadcza, że posiada ostatnią zachowaną kopię piosenki Lillian, Niki szybko przechodzi na jego stronę. Interesuje się również lingwistyką. Zwykle to ona dyscyplinuje Magmę i Yo, kiedy robią coś nieodpowiedzialnego.
- Yo Uei (jap. 上井 陽 Uei Yō)

Seiyū: Yoshiki Nakajima 
Były policjant, który został wskrzeszony przez Tsukasę. Początkowo był jednym z członków Imperium Siły, jednak jako oportunista szybko dołącza do Królestwa Nauki, gdzie często wdaje się w spory z Magmą. Ma tendencję do patrzenia na innych z góry, zwłaszcza mieszkańców kamiennego świata, którzy nie rozumieją współczesnej nauki. Jako policjant potrafi posługiwać się tonfą i jest doświadczonym strzelcem, dzięki czemu otrzymuje od Senku broń palną. Jego najbardziej zauważalną cechą jest ogromny kawałek kamienia zakrywający prawe oko.
- François (jap. フランソワ Furansowa)

Seiyū: Maaya Sakamoto 
Lokaj i szef kuchni Ryusuia, którego płeć nie jest znana. Zawsze skutecznie i nienagannie wykonuje swoją pracę, z czego jest szczególnie dumny. Zostaje wskrzeszony przez Senku i Ryusuia za pomocą resztki roztworu ożywiającego ukrywanego przez Minami, aby przygotować prowiant dla załogi Perseusza.
- Mirai Shishiō (jap. 獅子王 未来 Shishiō Mirai)

Seiyū: Manaka Iwami 
Młodsza siostra Tsukasy. Przed petryfikacją doznała śmierci mózgowej w wyniku wypadku samochodowego. Po walce z Tsukasą, została przywrócona do życia przez Senku i uzdrowiona dzięki leczniczym właściwościom roztworu ożywiającego.
- Sai Nanami (jap. 七海 SAI Nanami Sai)

Najstarszy syn właściciela konglomeratu Nanami i brat Ryusuia. Pomimo bycia ekspertem w dziedzinie programowania gier wideo, potrafiącym łamać kody algorytmów, uciekł z rodzinnej firmy, by studiować na uniwersytecie w Indiach, gdzie przebywał aż do dnia petryfikacji, ponieważ Ryusui był dla niego zbyt irytujący. W przeciwieństwie do brata, Sai jest nieśmiałą i bardziej świadomą siebie osobą. Swój talent do szybkiego wykonywania obliczeń matematycznych uważa za nic szczególnego.

### Wioska Ishigami
Mieszkańcy wioski Ishigami (jap. 石神村 Ishigami-mura) są potomkami ocalałych astronautów z Międzynarodowej Stacji Kosmicznej, którzy przebywali w przestrzeni kosmicznej, w czasie gdy światło petryfikacji zamieniło wszystkich ludzi w kamień. Po zwycięstwie Senku w turnieju o tytuł wodza, wioska stała się siedzibą Królestwa Nauki.
- Kinro (jap. 金狼 Kinrō)

Seiyū: Tomoaki Maeno 
Jeden z wojowników wioski Ishigami, który strzeże wejścia wraz ze swoim bratem Ginro i ściśle przestrzega obowiązujących w osadzie praw. Choć początkowo jest podejrzliwy wobec Senku, staje się lojalnym członkiem Królestwa Nauki. Podobnie jak Suika cierpi na krótkowzroczność, ale tylko Ginro jest tego świadomy. Później Senku zapewnia mu okulary.
- Ginro (jap. 銀狼 Ginrō)

Seiyū: Ayumu Murase 
Wojownik i strażnik wioski, który w przeciwieństwie do swojego brata Kinro, jest znacznie bardziej niedbały w swoich obowiązkach i zawsze, jeśli to możliwe, stara się, aby ktoś inny wykonał jego pracę. Pomimo swojego tchórzostwa i lenistwa, troszczy się o swoich bliskich i jest gotów stawić czoła trudnym sytuacjom, by ich chronić. Łatwo ulega wpływom innych, zwłaszcza Senku.
- Ruri (jap. ルリ)

Seiyū: Reina Ueda 
Starsza siostra Kohaku i kapłanka wioski Ishigami, której zadaniem jest zapamiętanie i przekazanie stu opowieści (jap. 百物語 hyaku monogatari) przyszłym pokoleniom. Cierpi na wyniszczającą chorobę, która później okazuje się zapaleniem płuc, a znalezienie lekarstwa staje się pierwszym celem Królestwa Nauki. Po wygranej Senku w turnieju tymczasowo zostaje jego żoną.
- Kaseki (jap. カセキ)

Seiyū: Mugihito 
Starszy rzemieślnik z wioski Ishigami, który staje się zagorzałym sojusznikiem, a ostatecznie bliskim przyjacielem Senku i Chrome’a, ponieważ ich dążenie do nauki współgra z jego pasją do rzemiosła. Po zaprojektowaniu i zbudowaniu większości wioski Ishigami, Kaseki wykorzystał swoje umiejętności rzemieślnicze do stworzenia tarczy Kohaku i przedmiotów ze schematów Senku, takich jak szkło, silniki i lampy próżniowe. Pomimo swojego wyglądu ma bardzo muskularną sylwetkę.
- Kokuyo (jap. コクヨウ Kokuyō)

Seiyū: Manaka Iwami 
Ojciec Kohaku i Ruri. Był wodzem wioski Ishigami w czasie przebudzenia Senku. Chociaż on i Kohaku często spierali się o różne rzeczy, opiekował się Ruri, gdy ta była chora. Kiedy Senku wygrał turniej o tytuł kolejnego wodza, mianował go nowym przywódcą osady. Pomagał w obronie wioski przed wojownikami Imperium Siły dowodzonymi przez Hyogę.
- Magma (jap. マグマ Maguma)

Seiyū: Yō Taichi 
Najbardziej muskularny mieszkaniec wioski Ishigami, który pomaga bronić jej przed atakami. Odgrywa rolę antagonisty podczas turnieju o tytuł wodza, podczas którego próbuje wszelkimi sposobami wygrać, by poślubić Ruri i zostać głową wioski, ale po swojej porażce akceptuje Senku jako nowego przywódcę osady. Polubił Taiju ze względu na jego nieograniczoną wytrzymałość, co było widać, gdy obserwował, jak ten zajmował się polami w ogóle się nie męcząc.
- Mantle (jap. マントル Mantoru)

Seiyū: Yō Taichi 
Cierpiący na karłowatość mieszkaniec wioski Ishigami, który ubóstwia Magmę i wykonuje za niego brudną robotę.
- Sojuz (jap. ソユーズ Soyūzu)

Seiyū: Taito Ban 
Łysy mieszkaniec wioski Ishigami z doskonałą pamięcią fotograficzną. Często jest pokazywany bez koszulki, ma bliznę w kształcie litery X na czubku głowy i zawsze chodzi boso. Pochodzi z Wyspy Skarbów, z której jeszcze jako dziecko został wygnany w wyniku zamachu stanu przeprowadzonego przez Ibarę. Jest synem przywódcy wyspy, którego Ibara zamienił w kamień. Po pokonaniu Ibary przez Senku, Sojuz zostaje nowym przywódcą Królestwa Petryfikacji.

### Królestwo Petryfikacji
Królestwo Petryfikacji (jap. 石化王国 Sekka ōkoku) to królestwo znajdujące się na Wyspie Skarbów. Jego mieszkańcy są potomkami załogi Międzynarodowej Stacji Kosmicznej.
- Ibara (jap. イバラ)

Seiyū: Yutaka Aoyama 
Początkowo minister Królestwa Petryfikacji, a następnie uzurpator, który zamienił w kamień nieznanego z imienia przywrócę wyspy, ojca Sojuza. Używał urządzenia petryfikującego, aby zamieniać w kamień naocznych świadków lub osoby z zewnątrz, które mogłyby ujawnić jego zdradę. Dzięki podstępowi, który zaplanował Ryusui, Senku udaje się zamienić Ibarę w kamień, w wyniku czego nowym władcą Królestwa Petryfikacji został Sojuz. Ibara jest jedynym złoczyńcą, którego Senku nie chciał ułaskawić.
- Amaryllis (jap. アマリリス Amaririsu)

Seiyū: Saori Ōnishi 
Najpiękniejsza mieszkanka Królestwa Petryfikacji. Pięć lat temu wraz z kilkoma dziećmi próbowała opuścić wyspę, ale została zatrzymana przez Moza i Kirisame. Opowiedziała się po stronie Senku w związku z jego planami obalenia Ibary. Po pokonaniu Ibary, Amaryllis pomaga Sojuzowi w przywróceniu do życia mieszkańców wyspy.
- Kirisame (jap. キリサメ)

Seiyū: Kaede Hondo 
Jedna z dwóch najsilniejszych wojowniczek na wyspie, która była odpowiedzialna za petryfikację załogi Perseusza. Kirisame jest pierwszą osobą, która podejrzewa, że Ibara zamierza spetryfikować całą wyspę i jest oburzona, gdy prawda wychodzi na jaw. Po pokonaniu Ibary, uznaje Sojuza za nowego władcę Wyspy Skarbów, a następnie dołącza do Królestwa Nauki.
- Matsukaze (jap. 松風)

Seiyū: Yōhei Azakami 
Mieszkaniec Wyspy Skarbów, który wieki temu został zamieniony w kamień podczas wydarzenia, w którym z nieba spadło wiele broni petryfikujących. W pewnym momencie jego skamieniałe ciało wylądowało w morzu, a następnie zostało przypadkiem wyłowione przez Taiju. Po przywróceniu do życia zobaczył, że Ginro przypomina jego zmarłego mistrza, w wyniku czego dołącza do Królestwa Nauki i zostaje jego ochroniarzem.
- Oarashi (jap. オオアラシ Ōarashi)

Seiyū: Taiten Kusunoki 
Muskularny mężczyzna z Królestwa Petryfikacji, który nosi nakrycie głowy szakala. Jest wystarczająco silny, by rzucać Magmą i Kinro, ale nie może się równać z Taiju.
- Moz (jap. モズ Mozu)

Seiyū: Kazuyuki Okitsu 
Jeden z dwóch najsilniejszych wojowników Królestwa Petryfikacji. Z tego powodu uważał się za naturalnie utalentowanego w walce, więc wolał się lenić niż doskonalić swoje umiejętności. Ma słabość do dziewcząt, które uważa za piękne lub silne, takich jak Amaryllis i Kohaku. Zawarł tymczasowy sojusz z Senku i resztą przeciwko Ibarze. Po porażce Ibary, zostaje odpetryfikowany przez Senku na polecenie Hyogi i dołącza do Królestwa Nauki.

### Amerykańska kolonia
Członkowie amerykańskiej kolonii.
- Dr. Xeno Houston Wingfield (jap. Dr. ゼノ・ヒューストン・ウィングフィールド Dokutā Zeno Hyūsuton Wingufīrudo)

Seiyū: Kenji Nojima 
Były naukowiec NASA i przywódca kolonii utworzonej w Stanach Zjednoczonych. Jest geniuszem naukowym na równi z Senku.
- Stanley Snyder (jap. スタンリー・スナイダー Sutanrī Sunaidā)

Seiyū: Kōji Yusa 
Agent wojskowy i zastępca dr Xeno.
- Brody Dudley (jap. ブロディ・ダドリー Burodi Dadorī)

Seiyū: Hiroki Yasumoto 
Oficer wojskowy i mechanik amerykańskiej kolonii.
- Luna Wright (jap. ルーナ・ライト Rūna Raito)

Seiyū: Akira Sekine 
Studentka medycyny, który przeszła na stronę Królestwa Nauki i chciała umówić się z młodym naukowcem, Senku.
- Chelsea Childe (jap. チェルシー・チャイルド Cherushī Chairudo)

Seiyū: Megumi Han 
Geografka, która została odnaleziona sama w Ameryce Północnej przez Senku i resztę. Ma podobną wadę wzroku co Suika.
- Joel Gear (jap. ジョエル・ギア Jyoeru Gia)

Seiyū: Yūki Sakakihara 
Zegarmistrz, który został odpetryfikowany, aby rozebrać broń petryfikującą i sprawdzić, co ją zasila.

### Załoga Międzynarodowej Stacji Kosmicznej
Astronauci obecni na Międzynarodowej Stacji Kosmicznej w czasie, gdy ludzie na Ziemi zostali spetryfikowani.
- Byakuya Ishigami (jap. 石神 百夜 Ishigami Byakuya)

Seiyū: Keiji Fujiwara (pierwszy głos), Satoshi Mikami (drugi głos) 
Przybrany ojciec Senku, były nauczyciel i jeden z astronautów obecnych na Międzynarodowej Stacji Kosmicznej w czasie, gdy ludzie na Ziemi zostali zamienieni w kamień. Kiedy on i reszta astronautów wrócili na Ziemię i dowiedzieli się, co się stało, Byakuya poprowadził ich do założenia wioski Ishigami. Spędził resztę swojego życia na poszukiwaniu platyny, by ta następnie mogła zostać użyta przez Senku w celu szybkiej produkcji roztworu ożywiającego.
- Lillian Weinberg (jap. リリアン・ワインバーグ Ririan Wainbāgu)

Seiyū: Lynn, Laura Pitt-Pulford (wokal) 
Amerykańska pop piosenkarka i jedna z astronautek obecnych na Międzynarodowej Stacji Kosmicznej w czasie, gdy ludzie na Ziemi zostali spetryfikowani. Jest przodkiem mieszkańców wioski Ishigami. Ma blond włosy, które zostały przekazane niektórym z jej potomków. Zachorowała i zmarła na zapalenie płuc. Jedyną rzeczą, jaką po sobie pozostawiła, była piosenka nagrana przez Byakuyę na szklanym dysku.
- Connie Lee (jap. コニー・リー Konī Rī)

Seiyū: Hisako Kanemoto 
Pracownica NASA, która była jedną z astronautek obecnych na Międzynarodowej Stacji Kosmicznej w czasie, gdy ludzie na Ziemi zostali spetryfikowani. Ona i Shamil rozpoczęli związek, a następnie pobrali się. Zachorowała i zmarła na zapalenie płuc.
- Shamil Volkov (jap. シャミール・ヴォルコフ Shamīru Vorukofu)

Seiyū: Shōtarō Morikubo 
Rosyjski kosmonauta, były pilot i mąż Connie Lee, który był obecny na Międzynarodowej Stacji Kosmicznej, kiedy ludzkość została spetryfikowana. Pomógł założyć wioskę Ishigami. Zachorował i zmarł na zapalenie płuc.
- Darya Nikitina (jap. ダリヤ・ニキーチナ Dariya Nikīchina)

Seiyū: Rie Tanaka 
Rosyjska kosmonautka i lekarka, która była obecna na Międzynarodowej Stacji Kosmicznej, kiedy ludzkość została spetryfikowana. Ona i jej mąż zaginęli na morzu podczas próby zdobycia leków dla Connie.
- Yakov Nikitin (jap. ヤコフ・ニキーチン Yakofu Nikīchin)

Seiyū: Kanehira Yamamoto 
Rosyjski kosmonauta, lekarz i mąż Daryi Nikitiny, który był obecny na Międzynarodowej Stacji Kosmicznej, kiedy ludzkość została spetryfikowana. On i jego żona zaginęli na morzu podczas próby zdobycia leków dla Connie.